# Rodzina zastępcza (serial telewizyjny)
Rodzina zastępcza, w latach 2004–2009 jako Rodzina zastępcza plus – polski serial obyczajowo-komediowy emitowany na antenie telewizji Polsat od 23 lutego 1999 do 20 grudnia 2009. Jest to jeden z najdłużej emitowanych polskich seriali – łącznie wyemitowano 329 odcinków w 17 seriach.
W czołówce serialu i przy napisach końcowych wykorzystano piosenkę pt. Tkanina, do której tekst napisał Jacek Cygan, a muzykę skomponował Seweryn Krajewski, który także zaśpiewał ten utwór.
26 listopada 2009 roku Telewizja Polsat poinformowała o zakończeniu pracy nad serialem.

## Fabuła
Akcja serialu toczyła się wokół perypetii rodziny Kwiatkowskich mieszkającej w Warszawie. Anka i Jacek Kwiatkowscy oraz ich dwoje dzieci, Majka i Filip, postanowili przysposobić Romka, chłopca z domu dziecka. Przypadek sprawił, że oprócz niego przyjęli pod dach jeszcze dwie dziewczynki: Zosię i Elizę. Po wyjeździe Zosi i Romka, Filip nakrył na kradzieży przetworów z piwnicy dwoje dzieci: Dorotkę i Wojtka. Anka dowiedziała się, że matka tych dzieci nie żyje, a ojciec jest alkoholikiem. Kwiatkowscy postanowili zaadoptować Dorotkę i Wojtka. Po pewnym czasie Jacek otrzymał informację, że ojciec Dorotki i Wojtka wyleczył się z alkoholizmu i chce znów zająć się dziećmi i tak też się stało. Wkrótce potem Lesio (mąż Jadzi, kuzynki Anki) przyjechał do Warszawy z dwójką chłopców, bliźniakami: Piotrkiem i Pawłem, którym zmarła jedyna opiekunka – babcia. Kwiatkowscy postanowili otoczyć chłopców opieką. Rodzina posiadała psa rasy dog z Bordeaux, który wabił się Śliniak.
Podczas wycieczki do Zakopanego Majka poznała Kubę Potulickiego i wzięła z nim ślub. Zamieszkali w kamienicy razem z dziadkiem Kuby – Janem Ksawerym Potulickim. Kuba prowadził w piwnicy kawiarenkę internetową M@jka.cafe. Po kilku latach małżeństwa Majka zaszła w ciążę i urodziła syna – Jasia.
Podczas wyjazdu studenckiego Eliza poznała Michała Kercza – studenta psychologii. Wkrótce wzięli ślub. Rodzicami Michała byli Krysia i Włodek Kerczowie. Krysia była nadopiekuńczą matką, a Włodek pantoflarzem.
Częstym gościem w domu Kwiatkowskich był zaprzyjaźniony policjant, zwany posterunkowym (miał stopień starszego posterunkowego). Pijał dużo kawy u Kwiatkowskich, Kossoniów i w kawiarence M@jka.cafe. Po pewnym czasie awansował do stopnia sierżanta. Częstym gościem Kwiatkowskich była również Ula – siostra Anki. Nie lubiła swojego szwagra – Jacka, z wzajemnością.
W willi sąsiadującej z domem Kwiatkowskich mieszkali Kossoniowie – Alutka i Jędrula. Gosposią w ich domu była Jadzia – kuzynka Anki. Gościem Kossoniów bywał Lesio – mąż Jadzi. W 2009 roku Alutka zaszła w ciążę i urodziła córkę.

## Obsada i bohaterowie

### Obsada główna
- Piotr Fronczewski jako Jacek Kwiatkowski (1999–2009)
- Gabriela Kownacka jako Anka Kwiatkowska (1999–2008)
- Monika Mrozowska jako Majka Kwiatkowska, później Potulicka (1999–2009)
- Sergiusz Żymełka jako Filip Kwiatkowski (1999–2009)
- Aleksander Ihnatowicz jako Romek (1999–2007)
- Aleksandra Szwed jako Eliza, później Eliza Kercz (1999–2009)
- Misheel Jargalsaikhan jako Zosia (1999–2007)
- Jarosław Boberek jako policjant (1999–2009)
- Maryla Rodowicz jako Urszula (1999–2009)
- Joanna Trzepiecińska jako Alicja „Alutka” Kossoń (2000–2009)
- Tomasz Dedek jako Andrzej/Jędrzej „Jędrula” Kossoń (2000–2009)
- Hanna Śleszyńska jako Jadzia Kraśniak (2001–2009)
- Leszek Zduń jako Jakub Potulicki (2004–2009)
- Stanisław Michalski jako Jan Ksawery Potulicki, dziadek Kuby (2004–2009)
- Michał Włodarczyk jako Wojtek (2007–2009)
- Wiktoria Gąsiewska jako Dorotka (2007–2009)
- Marcin Korcz jako Michał Kercz (2008–2009)
- Joanna Kurowska jako Krystyna Kercz (2008–2009)
- Krzysztof Dracz jako Włodzimierz Kercz (2008–2009)
- Jakub Zdrójkowski jako Piotruś (2009)
- Adam Zdrójkowski jako Pawełek (2009)

### Obsada drugoplanowa
- Marcin Kołodyński jako Dariusz Kwieciński (1999–2001)
- Borys Szyc jako Krzysztof Kozłowski (2002)
- Jerzy Słonka jako

- Mikołaj (odc. specjalny 2)
- Lesio Kraśniak, mąż Jadzi (2003–2009)

### Role gościnne
- Maria Maj jako wychowawczyni z domu dziecka (odc. 1, 4)
- Grzegorz Małecki jako komandos (odc. 6)
- Violetta Kołakowska jako Julia, dziewczyna komandosa (odc. 6)
- Tomasz Kozłowicz jako kelner (odc. 7)
- Jan Peszek jako Krzysztof Kotlarz, biologiczny ojciec Romka (odc. 12)
- Ewa Telega jako doktor Staśkiewicz, psycholog z Centrum Pomocy Rodzinie (odc. 14)
- Dominika Ostałowska jako

- pani Kosterwa, nauczycielka Filipa (odc. 14)
- ona sama (odc. 286)

- Brian Scott jako biologiczny ojciec Elizy (odc. 16)
- Leon Charewicz jako Kowalski (odc. 16)
- Maria Klejdysz jako pani Danusia (odc. 25, 26)
- Jacek Rozenek jako Śliniak (głos) (odc. specjalny 1)
- Emil Karewicz jako niemiecki pułkownik Hans Wolf (odc. 30)
- Andrzej Mastalerz jako John Zeng, stryjek Zosi (odc. 39)
- Maria Ciunelis jako nauczycielka geografii (odc. 43)
- Marcin Dorociński jako praktykant Marek Wojtas (odc. 44)
- Katarzyna Wysocka jako praktykantka Kasia Borewicz (odc. 44)
- Marek Włodarczyk jako

- żołnierz (odc. 46)
- dziennikarz „Superfaktu” (odc. 184)

- Eugenia Herman jako pani Joanna (odc. 48)
- Krzysztof Stelmaszyk jako

- lekarz (odc. 50)
- mecenas Knapiński (odc. 214)

- Zbigniew Suszyński jako menadżer (odc. 51)
- Barbara Rylska jako ciotka Adela (odc. 56)
- Jerzy Łapiński jako kontradmirał (odc. 57)
- Marcin Sosnowski jako lekarz weterynarii (odc. 66)
- Borys Jaźnicki jako Piotr, znajomy Majki (odc. 66)
- Jan Kociniak jako generał dywizji (odc. 68)
- Arkadiusz Nader jako listonosz (odc. 73)
- Magdalena Różczka jako spikerka (odc. 90)
- Mirosław Guzowski jako Turek (odc. specjalny 3)
- Piotr Mostafa jako Turek (odc. specjalny 3)
- Jan Kunert jako dostawca pizzy (odc. 125)
- Olga Kaplińska jako rzekoma córka Jacka (odc. 130)
- Mariusz Krzemiński jako

- reporter (odc. 133)
- Marmiński (odc. 230)

- Jan Machulski jako Leon Kwiatkowski, stryj Jacka (odc. 135)
- Jacek Chmielnik jako Misiek, znajomy Uli (odc. 150)
- Marek Kasprzyk jako Schab (odc. 160)
- Arkadiusz Głogowski jako Chała (odc. 160)
- Monika Dryl jako Jola (odc. 162)
- Mariusz Jakus jako tajniak (odc. 167)
- Jacek Lenartowicz jako tajniak (odc. 167)
- Przemysław Dąbrowski jako policjant (odc. 173)
- Julia Sitarska jako Sam (odc. 177)
- Stanisław Sparażyński jako major Mucha (odc. 177)
- Adam Domański jako Karol (odc. 182)
- Andrzej Młynarczyk jako redaktor naczelny (odc. 183)
- Olgierd Dowgiałłowicz-Nowicki jako nastolatek (odc. 183)
- Wojciech Urbański jako nastolatek (odc. 183)
- Michał Lewandowski jako dziennikarz „Superfaktu” (odc. 184)
- Paweł Strymiński jako dostawca pizzy (odc. 189)
- Witold Wieliński jako gangster (odc. 200)
- Tomasz Preniasz-Struś jako gangster (odc. 200)
- Grzegorz Sierzputowski jako handlarz (odc. 205)
- Krzysztof Banaszyk jako Malas (odc. 206)
- Adam Dzienis jako dowódca (odc. 213)
- Agnieszka Robótka-Michalska jako pani Lina (odc. 215)
- Piotr Kozłowski jako Pyciak (odc. 215)
- Kamila Salwerowicz jako Kasia (odc. 220)
- Jakub Lasota jako Piotr (odc. 220)
- Radosław Gadaliński jako korepetytor (odc. 221)
- Zofia Czerwińska jako Salomea (odc. 224)
- Julia Kijowska jako Klara (odc. 224)
- Marcin Sztabiński jako Klarzyna (odc. 227)
- Saniwoj Król jako aktor (odc. 228)
- Maciej Mikołajczyk jako gość w kawiarence (odc. 228)
- Stanisław Banasiuk jako radny (odc. 229)
- Marzena Zając jako prawniczka (odc. 230)
- Tomasz Błasiak jako Adam Krzyp (odc. 233)
- Marcin Klepacki jako detektyw (odc. 236)
- Witold Bieliński jako alkoholik (odc. 236)
- Tomasz Jarosz jako alkoholik (odc. 236)
- Magdalena Waligórska jako Magda (odc. 238)
- Wojciech Magnuski jako prezes (odc. 244)
- Julia Wróblewska jako Alinka, córka Belli (odc. 245, 246, 247)
- Joanna Jeżewska jako Bella, kuzynka Alutki, matka Alinki (odc. 245, 247)
- Robert Latusek jako Grygas (odc. 252)
- Mariusz Drężek jako Borys (odc. 256)
- Batjargal Balgan jako wujek Zosi (odc. 259, 260)
- Artur Janusiak jako Karpacki (odc. 262)
- Ilona Kucińska jako masażystka (odc. 268)
- Krystyna Nowatkiewicz jako kobieta u uzdrowiciela (odc. 271)
- Andżelika Piechowiak jako Joanna (odc. 276)
- Laura Samojłowicz jako dziewczyna w łóżku (odc. 276)
- Marta Dobecka jako gosposia (odc. 276)
- Wojciech Nowak jako duch (odc. 280)
- Karol Stępkowski jako sanitariusz (odc. 281)
- Arkadiusz Jakubik jako reżyser (odc. 283)
- Antoni Ostrouch jako mistrz hipnozy (odc. 288)
- Mateusz Grydlik jako freeganin (odc. 299)
- Mateusz Lewandowski jako freeganin (odc. 299)
- Agnieszka Sienkiewicz jako dziewczyna (odc. 308)
- Małgorzata Drozd jako kuratorka (odc. 312)
- Jarosław Gruda jako ojciec Dorotki i Wojtka (odc. 312)
- Grzegorz Woś jako dźwiękowiec (odc. 316)
- Maciej Więckowski jako operator (odc. 316)
- Olga Sarzyńska jako kaskader (odc. 316)
- Michał Podsiadło jako kaskader (odc. 316)
- Wojciech Żołądkowicz jako kaskader (odc. 316)
- Julia Pietrucha jako opiekunka Jasia (odc. 317)
- Adam Bauman jako rejent (odc. 318)

## Realizacja zdjęć
Akcja pierwszych 25 odcinków rozgrywała się wyłącznie w mieszkaniu Kwiatkowskich, które zrealizowane było w studiu znajdującym się w budynku Wytwórni Filmów Dokumentalnych i Fabularnych w Warszawie przy ulicy Chełmskiej 21. Od odcinka 26. do końca serial realizowany był w parterowym domu przy ulicy Frezji 15 w Warszawie, w dzielnicy Wawer, na osiedlu Radość.
Od odcinka 157. akcja zaczęła się również rozgrywać w domu Kossoniów przy ulicy Frezji 19. Akcja w tym domu rozgrywała się tylko na parterze i w garażu, piętro zostało pokazane tylko w odcinku 185., w którym jedna scena rozgrywała się w pokoju Jadzi, na piętrze.
Od odcinka 157. akcja rozgrywała się również w mieszkaniu Potulickich, które według fabuły znajdowało się w bloku przy ulicy Fiołkowej 16, a w rzeczywistości blok ten znajduje się przy ulicy Celestynowskiej 3 w Warszawie, w dzielnicy Wawer, na osiedlu Międzylesie; mieszkanie Potulickich było zrealizowane na piętrze domu przy ulicy Frezji 19, a kawiarenka M@jka.cafe wykonana była w piwnicy tego domu.
W odcinku specjalnym pt. Świąteczna awaria akcja działa się w mieszkaniu Uli, które było zrealizowane w domu przy ulicy Frezji 19.

## Nagrody
- 2000 – Festiwal Dobrego Humoru – statuetka „Melonika” w kategorii: najlepszy serial komediowy
- 2001 – nominacja do Telekamer 2001 za najlepszy serial
- 2002 – Festiwal Dobrego Humoru – statuetka „Melonika” w kategorii: najlepszy serial komediowy
- 2002 – nominacja do Telekamer 2002 za najlepszy serial komediowy
- 2004 – Złote Serce, Nagroda Spec. Fundacji Polsat przyznana podczas gali „TeleEkranów” wręczona Monice Mrozowskiej, Misheel Jargalsajkhan, Aleksandrze Szwed, Aleksandrowi Ihnatowiczowi i Sergiuszowi Żymełce
- 2004 – nominacja do Telekamer 2004 za najlepszy serial komediowy
- 2005 – Gabriela Kownacka – Festiwal Dobrego Humoru – statuetka „Melonika” w kategorii: najlepsza aktorka komediowa
- 2009 – Hanna Śleszyńska – Festiwal Dobrego Humoru – nagroda w kategorii: aktorka komediowa

## Czołówki serialu
W czasie emisji serialu, co kilka lat, zmieniały się czołówki serialu, których powstało pięć. We wszystkich czołówkach tłem muzycznym jest piosenka pt. Tkanina.
| Lp. | Lata      | Odcinki          | Czas trwania czołówki | Występujące postacie |
| --- | --------- | ---------------- | --------------------- | --- |
| 1   | 1999–2003 | 1–156            | 28 sekund             | Jacek i Anka (role główne), Majka, Eliza, Romek, Zosia, Filip (bez podanych imion i nazwisk), Ula. |
| 2   | 2004–2006 | 157–226, 233–236 | 38 sekund             | Eliza, Zosia, Filip, Romek (bez podanych imion i nazwisk), Anka, Jacek, Majka, Ula, Alutka, Jędrula, Jadzia, Kuba, dziadek Kuby, pan posterunkowy. |
| 3   | 2006–2007 | 227–232, 237–275 | 38 sekund             | Eliza, Zosia, Filip, Romek (bez podanych imion i nazwisk), Anka, Jacek, Ula, Alutka, Jędrula, Jadzia, Majka, Kuba, dziadek Kuby, pan posterunkowy |
| 4   | 2007–2009 | 276–317          | 38 sekund             | Dorotka, Wojtek, Eliza, Filip (bez podanych imion i nazwisk), Anka, Jacek, Majka, Ula, Alutka, Jędrula, Jadzia, Kuba, dziadek Kuby, pan posterunkowy |
| 5   | 2009      | 318–329          | 38 sekund             | Piotr i Paweł (bez podanych imion i nazwisk), Jacek, Anka (mimo że Gabriela Kownacka ze względu na stan zdrowia nie wystąpiła w tej serii), Ula, Alutka, Jędrula, Jadzia, Kuba i Majka (występują razem), Michał i Eliza (występują razem), dziadek Kuby, Filip, Krysia i Włodek (występują razem), pan posterunkowy |

## Emisja serialu
| Seria                  | Seria             | Odcinki           | Sezon(y)          | Początek emisji   | Koniec emisji        | Pora emisji       |
| Rodzina zastępcza      | Rodzina zastępcza | Rodzina zastępcza | Rodzina zastępcza | Rodzina zastępcza | Rodzina zastępcza    | Rodzina zastępcza |
| ---------------------- | ----------------- | ----------------- | ----------------- | ----------------- | -------------------- | ----------------- |
|                        | Pilot             | 1–3 (3)           | zima 1999         | 23 lutego 1999    | 9 marca 1999         | wtorek 20.00      |
|                        | 1                 | 4–39 (36)         | 1999/2000         | 22 września 1999  | 24 maja 2000         | środa 20.00       |
|                        | 2                 | 40–66 (27)        | 2000/2001         | 3 września 2000   | 15 października 2000 | niedziela 17.45   |
| 31 października 2000   | 2                 | 40–66 (27)        | 2000/2001         | 19 grudnia 2000   | wtorek 20.00         |                   |
| 2 stycznia 2001        | 2                 | 40–66 (27)        | 2000/2001         | 20 marca 2001     | wtorek 20.30         |                   |
|                        | 3                 | 67–99 (33)        | 2001/2002         | 4 września 2001   | wtorek 20.30         | 18 grudnia 2001   |
| 1 stycznia 2002        | 1 stycznia 2002   | 67–99 (33)        | 2001/2002         | wtorek 19.00      |                      |                   |
| 8 stycznia 2002        | 8 stycznia 2002   | 67–99 (33)        | 2001/2002         | wtorek 20.30      |                      |                   |
| 15 stycznia 2002       | 3                 | 67–99 (33)        | 2001/2002         | 5 lutego 2002     | wtorek 20.00         |                   |
| 19 lutego 2002         | 19 lutego 2002    | 67–99 (33)        | 2001/2002         | wtorek 20.40      |                      |                   |
| 6 marca 2002           | 3                 | 67–99 (33)        | 2001/2002         | 26 czerwca 2002   | środa 20.30          |                   |
|                        | 4                 | 100–140 (41)      | 2002/2003         | 1 września 2002   | 29 czerwca 2003      | niedziela 20.15   |
|                        | 5                 | 141–156 (16)      | 2003/2004         | 7 września 2003   | 4 stycznia 2004      | niedziela 17.55   |
| Rodzina zastępcza plus |                   |                   |                   |                   |                      |                   |
|                        | 6                 | 157–169 (13)      | wiosna 2004       | 7 marca 2004      | 30 maja 2004         | niedziela 19.00   |
|                        | 7                 | 170–185 (16)      | jesień 2004       | 5 września 2004   | 19 grudnia 2004      | niedziela 19.00   |
|                        | 8                 | 186–201 (16)      | wiosna 2005       | 6 marca 2005      | 26 czerwca 2005      | niedziela 19.15   |
|                        | 9                 | 202–216 (15)      | jesień 2005       | 4 września 2005   | 18 grudnia 2005      | niedziela 19.15   |
|                        | 10                | 217–232 (16)      | wiosna 2006       | 5 marca 2006      | 25 czerwca 2006      | niedziela 19.30   |
|                        | 11                | 233–247 (15)      | jesień 2006       | 9 września 2006   | 4 listopada 2006     | sobota 19.15      |
| 12 listopada 2006      | 11                | 233–247 (15)      | jesień 2006       | 17 grudnia 2006   | niedziela 17.45      |                   |
|                        | 12                | 248–259 (12)      | wiosna 2007       | 4 marca 2007      | niedziela 17.45      | 10 czerwca 2007   |
|                        | 13                | 260–274 (15)      | jesień 2007       | 2 września 2007   | niedziela 17.45      | 23 grudnia 2007   |
|                        | 14                | 275–289 (15)      | wiosna 2008       | 2 marca 2008      | niedziela 17.45      | 29 czerwca 2008   |
|                        | 15                | 290–305 (16)      | jesień 2008       | 7 września 2008   | niedziela 17.45      | 28 grudnia 2008   |
|                        | 16                | 306–317 (12)      | wiosna 2009       | 1 marca 2009      | niedziela 17.45      | 24 maja 2009      |
|                        | 17                | 318–329 (12)      | jesień 2009       | 6 września 2009   | niedziela 17.45      | 20 grudnia 2009   |